# Maurice Loewy
Maurice Loewy, francoski astronom, * 15. april 1833, Mariánské Lázně, Češka, † 15. oktober 1907, Pariz, Francija.
Po njem se imenuje krater Loewy na bližnji strani Lune. Po njegovi ženi se imenuje asteroid 253 Matilda (253 Mathilde).
1. 1 2  data.bnf.fr: platforma za odprte podatke — 2011.
2. ↑  podatkovna baza Léonore — ministère de la Culture.
3. ↑  Dr. Constant v. Wurzbach Löwy, Moriz // Biographisches Lexikon des Kaiserthums Oesterreich: enthaltend die Lebensskizzen der denkwürdigen Personen, welche seit 1750 in den österreichischen Kronländern geboren wurden oder darin gelebt und gewirkt haben — Wien: 1856. — Vol. 15. — S. 457.
4. ↑  The Fine Art Archive
5. ↑  Annuaire prosopographique : la France savante — 2009.